# Juan José Bayona de Perogordo
Juan José Bayona de Perogordo (ur. 19 maja 1945 w Madrycie, zm. 4 kwietnia 2018 w Alicante) – hiszpański prawnik, w latach 2002–2004 poseł do Parlamentu Europejskiego.

## Życiorys
Z wykształcenia prawnik, specjalista w zakresie prawa finansowego i podatkowego. W 1968 ukończył studia prawnicze na Uniwersytecie w Walencji. Pracował na tej uczelni, doktoryzował się w 1973. Pracował następnie na uniwersytetach w Oviedo, Kordobie i Murcji. Od 1982 do czasu przejścia na emeryturę był profesorem na Universidad de Alicante. Pełnił na tej uczelni funkcje kierownika katedry, dziekana i zastępcy rektora. W połowie lat 90. zajmował stanowisko dyrektora generalnego Radiotelevisión Valenciana.
W wyborach w 1999 kandydował z listy Partii Ludowej do Europarlamentu. Mandat europosła V kadencji objął w kwietniu 2002. Należał do grupy chadeckiej, pracował w Komisji Kontroli Budżetowej. W PE zasiadał do lipca 2004.